# John Travolta

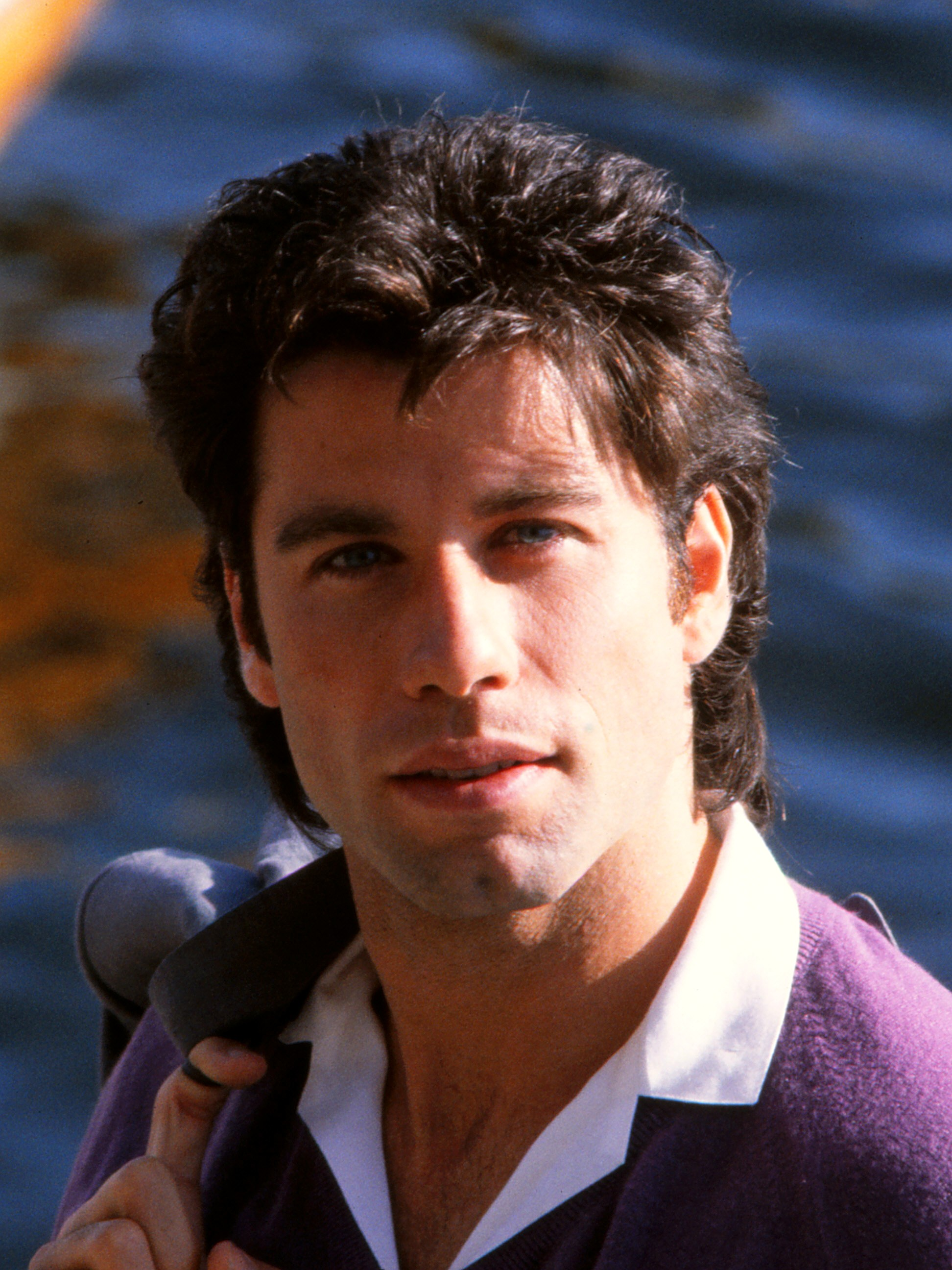
Travolta în 1983

John Joseph Travolta (n. 18 februarie 1954, New Jersey) este un actor, dansator și cântăreț american, cunoscut pentru rolurile sale din filmele Saturday Night Fever, Grease și Pulp Fiction.
A fost căsătorit cu actrița Kelly Preston și are 2 copii.

## Biografie
- A fost nominalizat de două ori la premiul Oscar, cel mai recent pentru portretizarea asasinului filosof în Pulp Fiction (regia Quentin Tarantino). De asemenea a mai fost nominalizat la premiile BAFTA și Globul de Aur pentru același rol extrem de apreciat și a fost ales ’Cel mai bun actor’ de către Los Angeles Film Critics Association, pe lângă alte premii importante.

- A fost la fel de apreciat pentru rolul mafiotului devenit producător de filme din comedia de senzație Get Shorty (Un mafiot la Hollywood), obținând premiul Globul de Aur pentru ’Cel mai bun actor într-un film de lung-metraj, muzical sau de comedie’. În anul 1998 , Travolta a fost distins cu premiul Britannia de către British Academy of Film and Television Arts (BAFTA). Tot în 1998, Travolta a obținut premiul Lifetime Achievement la Festivalul Filmului din Chicago.

- Travolta a fost distins cu premiul prestigios Alen J. Pakula de către U.S. Broadcast Critics Association pentru rolul său din filmul A Civil Action (Avocatul - regia Steve Zaillian) care a fost realizat după romanul de succes omonim. Anul trecut a fost nominalizat la Globul de Aur pentru rolul din Primary Colors (regia Mike Nichols).

- Anterior a avut numeroase roluri principale în unele dintre cele mai remarcabile filme ale generației noastre. A fost nominalizat pentru prima oară la Oscar și Globul de Aur pentru rolul din blockbusterul Saturday Night Fever, care a dat naștere fenomenului disco la sfârșitul anilor 1970. A jucat apoi în versiunea pentru marele ecran musical-ului longeviv Grease și în filmul de succes Urban Cowboy, care de asemenea a influențat de asemenea anumite orientări din cultura populară. Din filmografia sa mai amintim: Carrie și Blowout (ambele regizate de Brian DePalma), precum și comedia de succes Look Who’s Talking (Uite cine vorbește - regia Amy Heckerling).

- Travolta a deținut rolul principal în Phenomenon și a schimbat genul ca erou de acțiune în thriller-ul de acțiune cu cele mai mari încasări pentru regizorul John Woo, Broken Arrow (Operațiunea “Broken Arrow”).

## Filmografie
| An   | Titlu                                                 | Rol                                                      | Note |
| ---- | ----------------------------------------------------- | -------------------------------------------------------- | --- |
| 1975 | The Tenth Level                                       | John                                                     | film TV |
| 1975 | The Devil's Rain                                      | Danny                                                    | |
| 1976 | The Boy in the Plastic Bubble                         | Tod Lubitch                                              | - TV movie - Nominalizare—TV Land Award |
| 1976 | Carrie                                                | Billy Nolan                                              | |
| 1977 | Saturday Night Fever                                  | Tony Manero                                              | - National Board of Review Award for Best Actor - Nominalizare—Academy Award for Best Actor - Nominalizare—Golden Globe Award for Best Actor - Motion Picture Musical or Comedy - 3rd place—National Society of Film Critics Award for Best Actor - 3rd place—New York Film Critics Circle Award for Best Actor |
| 1978 | Moment by Moment                                      | Strip Harrison                                           | |
| 1978 | Grease                                                | Daniel "Danny" Zuko                                      | - Henrietta Award – World Film Favorite Actor - Nominalizare—Golden Globe Award for Best Actor - Motion Picture Musical or Comedy |
| 1980 | Urban Cowboy                                          | Buford 'Bud' Uan Davis                                   | |
| 1981 | Blow Out                                              | Jack Terry                                               | |
| 1983 | Staying Alive                                         | Tony Manero                                              | |
| 1983 | Two of a Kind                                         | Zack Melon                                               | |
| 1985 | Perfect                                               | Adam Lawrence                                            | |
| 1987 | Basements                                             | Ben                                                      | TV segment "The Dumb Waiter" |
| 1989 | Look Who's Talking                                    | James Ubriacco                                           | |
| 1989 | The Experts                                           | Travis                                                   | |
| 1990 | Look Who's Talking Too                                | James Ubriacco                                           | |
| 1991 | Shout                                                 | Jack Cabe                                                | |
| 1991 | Eyes of an Angel                                      | Bobby                                                    | aka The Tender |
| 1991 | Chains of Gold                                        | Scott Barnes                                             | TV movie; also writer |
| 1992 | Boris and Natasha: The Movie                          | Himself                                                  | cameo |
| 1993 | Look Who's Talking Now                                | James Ubriacco                                           | |
| 1994 | Pulp Fiction                                          | Vincent Vega                                             | - MTV Movie Award for Best Dance Sequence (shared with Uma Thurman) - David di Donatello Award for Best Foreign Actor - London Critics Circle Film Award for Actor of the Year - Los Angeles Film Critics Association Award for Best Actor - Stockholm International Film Festival for Best Actor - Nominalizare—Academy Award for Best Actor - Nominalizare—BAFTA Award for Best Actor in a Leading Role - Nominalizare—Chicago Film Critics Association Award for Best Actor - Nominalizare—Dallas-Fort Worth Film Critics Association Award for Best Actor - Nominalizare—Golden Globe Award for Best Actor - Motion Picture Drama - Nominalizare—MTV Movie Award for Best Performance - Nominalizare—MTV Movie Award for Best On-Screen Duo (shared with Samuel L. Jackson) - 3rd place—National Society of Film Critics Award for Best Actor - Nominalizare—Screen Actors Guild Award for Outstanding Performance by a Male Actor in a Leading Role |
| 1995 | Get Shorty                                            | Chili Palmer                                             | - American Comedy Award for Funniest Actor in a Motion Picture (Leading Role) - Golden Globe Award for Best Actor - Motion Picture Musical or Comedy - Southeastern Film Critics Association Award for Best Actor - Nominalizare—Screen Actors Guild Award for Outstanding Performance by a Cast in a Motion Picture |
| 1995 | White Man's Burden                                    | Louis Pinnock                                            | |
| 1996 | Michael                                               | Michael                                                  | |
| 1996 | Phenomenon                                            | George Malley                                            | |
| 1996 | Orientation: A Scientology Information Film           | Himself                                                  | short subject |
| 1996 | Broken Arrow                                          | Maj. Vic 'Deak' Deakins                                  | Nomination—MTV Movie Award for Best Villain Nomination—MTV Movie Award for Best Fight (shared with Christian Slater) |
| 1997 | Off the Menu: The Last Days of Chasen's               | Himself                                                  | documentary |
| 1997 | Orașul nebun (Mad City)                               | Sam Baily                                                | |
| 1997 | Face/Off                                              | Sean Archer/Castor Troy                                  | - MTV Movie Award for Best On-Screen Duo (shared with Nicolas Cage) - Nomination—Blockbuster Entertainment Award for Favorite Actor - Action/Adventure - Nomination—MTV Movie Award for Best Performance - Nomination—MTV Movie Award for Best Villain (shared with Nicolas Cage) - Nomination—Saturn Award for Best Actor |
| 1997 | She's So Lovely                                       | Joey Giamonti                                            | also executive producer |
| 1998 | A Civil Action                                        | Jan Schlichtmann                                         | |
| 1998 | La hotarul dintre viață și moarte (The Thin Red Line) | Brigadier General Quintard                               | Satellite Special Achievement Award for Outstanding Motion Picture Ensemble |
| 1998 | Junket Whore                                          | Himself                                                  | documentary |
| 1998 | Primary Colors                                        | Governor Jack Stanton                                    | Nomination—Golden Globe Award for Best Actor - Motion Picture Musical or Comedy |
| 1999 | The General's Daughter                                | Warr. Off. Paul Brenner/Sgt. Frank White                 | |
| 1999 | Our Friend, Martin                                    | Kyle's dad                                               | animated educational film, voice only |
| 2000 | Welcome to Hollywood                                  | Himself                                                  | mockumentary; cameo |
| 2000 | Lucky Numbers                                         | Russ Richards                                            | |
| 2000 | Battlefield Earth                                     | Terl                                                     | also producer Razzie Award for Worst Actor |
| 2001 | Domestic Disturbance                                  | Frank Morrison                                           | |
| 2001 | Swordfish                                             | Gabriel Shear                                            | |
| 2002 | Austin Powers in Goldmember                           | "Austinpussy" Johann van der Smut (Goldmember) / Himself | cameo |
| 2003 | Basic                                                 | Tom Hardy                                                | |
| 2004 | Ladder 49                                             | Captain Mike Kennedy                                     | |
| 2004 | A Love Song for Bobby Long                            | Bobby Long                                               | |
| 2004 | The Punisher                                          | Howard Saint                                             | |
| 2005 | Magnificent Desolation: Walking on the Moon 3D        | James Benson "Jim" Irwin                                 | narrator; documentary |
| 2005 | Be Cool                                               | Chili Palmer                                             | |
| 2006 | Lonely Hearts                                         | Elmer C. Robinson                                        | |
| 2007 | Wild Hogs                                             | Woody Stevens                                            | |
| 2007 | Hairspray                                             | Edna Turnblad                                            | - Broadcast Film Critics Association Award for Best Cast - Hollywood Film Festival for Ensemble of the Year - Hollywood Film Festival for Supporting Actor of the Year - Nominalizare—Golden Globe Award for Best Supporting Actor - Motion Picture - Nominalizare—Palm Springs International Film Festival Ensemble Cast Award - Nominalizare—Screen Actors Guild Award for Outstanding Performance by a Cast in a Motion Picture |
| 2008 | Bolt                                                  | Bolt the Dog                                             | voice |
| 2009 | The Taking of Pelham 123                              | Benard Ryder                                             | |
| 2009 | Old Dogs                                              | Charlie Reed                                             | |
| 2010 | From Paris with Love                                  | Charlie Wax                                              | |
| 2012 | Savages                                               | Dennis                                                   | |
| 2013 | Killing Season                                        | Emil Kovac                                               | |

| An        | Titlu                           | Rol                        | Note                                                                 |
| --------- | ------------------------------- | -------------------------- | -------------------------------------------------------------------- |
| 1972      | Emergency!                      | Chuck Benson               | Episode: "Kids"                                                      |
| 1972      | Owen Marshall: Counselor at Law |                            | Episode: "A Piece of God"                                            |
| 1973      | The Rookies                     | Eddie Halley               | Episode: " Frozen Smoke"                                             |
| 1974      | Medical Center                  | Danny                      | Episode: "Saturday's Child"                                          |
| 1975–1979 | Welcome Back, Kotter            | Vincent "Vinnie" Barbarino | Main Role (Seasons 1–3) / Special Guest Star (Season 4); 79 episodes |

## Discografie

### Albume
| An   | Album                                    | US  |
| ---- | ---------------------------------------- | --- |
| 1974 | Over Here!                               | —   |
| 1976 | John Travolta                            | 39  |
| 1977 | Can't Let You Go                         | 66  |
| 1978 | Travolta Fever                           | 161 |
| 1978 | Grease                                   | 1   |
| 1983 | Two of a Kind                            | 26  |
| 1986 | The Road to Freedom                      | —   |
| 1996 | Let Her In: The Best of John Travolta    | —   |
| 2003 | The Collection                           | —   |
| 2007 | Hairspray                                | —   |
| 2012 | This Christmas (with Olivia Newton-John) | —   |
| 2013 | Kirstie                                  |     |

### Single-uri
- "Dream Drummin'" (1974)
- "Easy Evil" (1975)
- "Can't Let You Go" (1975)
- "You Set My Dreams To Music" (1976)
- "Goodnight Mr. Moon" (1976)
- "Rainbows" (1976)
- "Settle Down" (1976)
- "Moonlight Lady" (1976)
- "Right Time of the Night" (1976)
- "Big Trouble" (1976)
- "What Would They Say" (1976)
- "Back Doors Crying" (1976)
- "Let Her In" (1976) – #10
- "Whenever I'm Away From You" (1976) – #38
- "Slow Dancin'" (1976)
- "It Had To Be You" (1976)
- "I Don't Know What I Like About You Baby" (1976)
- "All Strung Out On You" (1977) – #34
- "Baby, I Could Be So Good at Lovin' You" (1977)
- "Razzamatazz" (1977)
- "You're the One That I Want" – #1 (1978) (cu Olivia Newton-John)
- "Sandy" (1978)
- "Greased Lightnin" (1978) – #47
- "Never Gonna Fall in Love Again" (1980)
- "Take A Chance" (1983) (cu Olivia Newton-John)
- "Two Sleepy People" (1997) (cu Carly Simon)
- "I Thought I Lost You" (2008) (cu Miley Cyrus)